# Lovre Kalinić
Lovre Kalinić (født 3. april 1990 i Split, Jugoslavien), er en kroatisk fodboldspiller (målmand). Han spiller for KAA Gent i den belgiske liga, hvor han har været på kontrakt siden 2017.

## Landshold
Kalinić debuterede for Kroatiens landshold 12. november 2014 i en venskabskamp mod Argentina. Han var en del af den kroatiske trup til EM 2016 i Frankrig og VM 2018 i Rusland.